# Sarra-El
Sarra-El (noto anche come Šarran; fl. XVI secolo a.C.) è stato un principe di Yamhad che prese il trono probabilmente dopo l'assassinio del re degli Ittiti Muršili I..

## Identità e relazione con la famiglia reale
Sarra-El è noto attraverso il sigillo del figlio Abba-El II usato da Niqmepa, re di Alalakh, come sigillo dinastico. The seal describes Abba-El II as the beloved of Hadad, the title used by the kings of Yamhad, Niqmepa era il figlio di Idrimi, che era discendente degli antichi re di Yamhad, Il padre di Idrimi, Ilim-Ilimma I, era forse figlio di Abba-El II.
Questi fatti confermano che Sarra-El era un principe di Yamhad. Il nome di Sarra-El è anche menzionato in due tavolette di Alalakh (AlT 79 and AlT 95), nell'ultima delle quali il suo nome viene dopo quello della principessa Bintikidiya e del principe Hammurabi, erede di Alalakh. Ciò indica lo status reale di Sarra-El, il che portò il docente Michael C. Astour a credere che Sarra-EL fosse probabilmente figlio di Yarim-Lim III.

## Regno
Le iscrizioni di Idrimi e Niqmepa's indicano che Sarra-El era un principe di Yamhad, ma non è confermato come re. Il docente Trevor R. Bryce crede che sia lui il re che ripristinò la casa reale di Yamhad, mentre altri come Astour e la docente Eva Von Dassow attribuiscono ciò al figlio Abba-El II.
Aleppo fu ricostruita e ridivenne capitale dopo l'assassinio di Mursili I, ma il nome di Yamhad andò fuori uso, e il titolo del monarca divenne Re di Halab.
Mursili morì nel 1590 a.C. circa (cronologia media), e il restauro avvenne non molto dopo la sua morte, il che porrebbe il regno di Sarra-El (se davvero fu re) nel primo quarto del XVI secolo a.C.

## Successore e Regno di Halab
Non è nota la data di morte di Sarra-El, ma è certo che Abba-El II è confermato come figlio e successore di Sarra-El grazie al suo sigillo reale. In the next decades Aleppo regained Niya, Mukis (regione di Alalakh) e Ama'u.